# Thierry Beauvert
Pour les articles homonymes, voir Beauvert.
Thierry Beauvert, né en 1956 à Metz en Moselle, est un musicologue français, animateur et producteur de radio. Il fut rédacteur en chef du Monde de la musique en 1990, directeur de France Musique en 2004 et directeur de la musique de Radio France, en 2005. Il anime de septembre 2011 à juin 2014 l'émission radiophonique Au diable Beauvert sur France Musique chaque dimanche et assure un billet quotidien puis hebdomadaire dans la matinale de la station, matinale qu'il anime pendant la saison estivale ou lors des congés des animateurs en place (Christophe Bourseiller puis Jean-Michel Dhuez).

## Biographie
Il s'initie à la guitare. Il fait des études universitaires à Paris, préparant un troisième cycle de psychologie à l’Université de Paris-X Nanterre et soutenant un Diplôme d'études approfondies (DEA) en musicologie à l'université Paris-Sorbonne.
Thierry Beauvert fait ses armes dans le journalisme musical, en rédigeant des articles pour la revue Diapason. Il poursuit sa carrière en collaborant avec Le Monde de la musique, dont il sera le rédacteur en chef de 1989 à 1991. Thierry Beauvert devient producteur sur France-Musique en 1992, avec l’émission « Mesure pour mesure ». En 2001, il anime l'émission « Mezzo l’Info » sur la chaîne câblée Mezzo. Avec Arte et France 5, Thierry Beauvert fait produire la série « Classique Archives ». Nommé directeur de France Musique en 2004, il est nommé directeur de la Musique à Radio France, l'année suivante. 
En 2008, il cède la direction de France Musique à Marc-Olivier Dupin. En septembre 2009, il met fin à ses fonctions de directeur de la musique à Radio France.
Avant son départ de la station, Thierry Beauvert a animé les émissions Au diable Beauvert  et La tribune des critiques de disques sur France Musique. Parallèlement à sa carrière dans le monde audiovisuel, Thierry Beauvert a publié de nombreux ouvrages, notamment sur l’opéra.
Fin août 2014, il annonce son départ de Radio France.

## Ses publications
- Écouter Venise, Paris, France Musique, 2002  (ISBN 2-913575-52-8).
- À l'écoute du temps : 50 ans d'images du Festival de musique de Besançon, Franche-Comté, Besançon, Le Sékoya, 2000.
- La Flûte enchantée, Wolfgang Amadeus Mozart, Paris, Plume, 1998,  (ISBN 2-84110-043-X).
- Opéras du monde, Paris, Plume, Paris, 1995,  (ISBN 2-84110-019-7).
- Michel Parouty (coauteur): Les Temples de l'opéra, coll. « Découvertes Gallimard / Arts » (no 77), Paris, Gallimard, 1990,  (ISBN 2-07-053102-3).
- Une Bête de scène, Paris, Van de Velde, 1988.
- Martine Kahane (coauteur), L'Opéra de Paris : palais Garnier, Paris, A. Biro, 1987,  (ISBN 2-87660-004-8).
- Rossini Les péchés de gourmandise, avec  Alain Ducasse. 1998